# Surfing na Letnich Igrzyskach Olimpijskich 2020 – mężczyźni
Surfing mężczyzn podczas XXXII Letnich Igrzysk Olimpijskich w Tokio odbywała się w dniach od 25 lipca do 27 lipca 2021 roku w Shidashita Beach

## Format zawodów
W pierwszej rundzie odbyło się pięć przejazdów po czterech surferów w każdym. Pierwsza dwójka awansowała do rundy trzeciej, pozostała dwójka do rundy drugiej. W drugiej rundzie odbyły się dwa przejazdy po pięciu surferów każdy z którego trzech najlepszych awansowało do rundy trzeciej pozostali odpadli z rywalizacji.
Od trzeciej rundy  rywalizowano w parach. Zwycięzca awansował do dalszej rywalizacji, przegrywający odpadał z rywalizacji.
Długość przejazdu (od 20 do 35 minut) oraz maksymalną liczbę fal, które każdy surfer może przejechać określa dyrektor techniczny przed dniem zawodów. Punktacja dla każdej fali wynosi od 0 do 10, przy czym liczą się dwa najlepsze przejazdy. 
Ocena zależy od wysokości fal, długości przejazdu, trudności tricków, manewrów na górze i na dole fali.

## Wyniki

### Pierwsza runda
Bieg 1
| Pozycja | Zawodnik            | Reprezentacja | Fala 1 | Fala 2 | Fale | Łącznie | Uwagi |
| ------- | ------------------- | ------------- | ------ | ------ | ---- | ------- | ----- |
| 1.      | Ítalo Ferreira      | Brazylia      | 7,00   | 6,67   | 4,17 | 13,67   | R3    |
| 2.      | Hiroto Ohhara       | Japonia       | 6,00   | 5,40   | 3,50 | 11,40   | R3    |
| 3.      | Leonardo Fioravanti | Włochy        | 4,93   | 4,50   | 3,90 | 9,43    | R2    |
| 4.      | Leandro Usuna       | Argentyna     | 4,20   | 4,07   | 2,33 | 8,27    | R2    |

Bieg 2
| Pozycja | Zawodnik        | Reprezentacja | Fala 1 | Fala 2 | Fale | Łącznie | Uwagi |
| ------- | --------------- | ------------- | ------ | ------ | ---- | ------- | ----- |
| 1.      | Kanoa Igarashi  | Japonia       | 6,67   | 6,10   | 4,90 | 12,77   | R3    |
| 2.      | Miguel Tudela   | Peru          | 5,60   | 5,07   | 3,23 | 10,67   | R3    |
| 3.      | Billy Stairmand | Nowa Zelandia | 5,00   | 4,97   | 5,00 | 9,97    | R2    |
| 4.      | Jérémy Florès   | Francja       | 4,63   | 3,00   | 3,00 | 7,63    | R2    |

Bieg 3
| Pozycja | Zawodnik      | Reprezentacja     | Fala 1 | Fala 2 | Fale | Łącznie | Uwagi |
| ------- | ------------- | ----------------- | ------ | ------ | ---- | ------- | ----- |
| 1.      | Lucca Mesinas | Peru              | 5,73   | 5,67   | 4,17 | 11,40   | R3    |
| 2.      | Kolohe Andino | Stany Zjednoczone | 5,40   | 4,87   | 4,43 | 10,27   | R3    |
| 3.      | Rio Waida     | Indonezja         | 5,13   | 4,83   | 3,67 | 9,96    | R2    |
| 4.      | Julian Wilson | Australia         | 4,87   | 3,90   | 0,83 | 8,77    | R2    |

Bieg 4
| Pozycja | Zawodnik           | Reprezentacja     | Fala 1 | Fala 2 | Fale | Łącznie | Uwagi |
| ------- | ------------------ | ----------------- | ------ | ------ | ---- | ------- | ----- |
| 1.      | Owen Wright        | Australia         | 5,50   | 4,90   | 4,43 | 10,40   | R3    |
| 2.      | Ramzi Boukhiam     | Maroko            | 6,00   | 4,23   | 6,00 | 10,23   | R3    |
| 3.      | John John Florence | Stany Zjednoczone | 4,57   | 3,80   | 8,37 | 2,00    | R2    |
| 4.      | Manuel Selman      | Chile             | 3,17   | 3,03   | 1,87 | 6,20    | R2    |

Bieg 5
| Pozycja | Zawodnik             | Reprezentacja | Fala 1 | Fala 2 | Fale | Łącznie | Uwagi |
| ------- | -------------------- | ------------- | ------ | ------ | ---- | ------- | ----- |
| 1.      | Gabriel Medina       | Brazylia      | 6,20   | 6,03   | 3,50 | 12,23   | R3    |
| 2.      | Michel Bourez        | Francja       | 5,43   | 4,67   | 4,67 | 10,10   | R3    |
| 3.      | Leon Glatzer         | Niemcy        | 6,00   | 4,00   | 2,67 | 10,00   | R2    |
| 4.      | Carlos Muñoz Herrera | Kostaryka     | DNS    | DNS    | DNS  | DNS     | DNS   |

### Runda 2
Bieg 1
| Pozycja | Zawodnik             | Reprezentacja     | Fala 1 | Fala 2 | Fale | Łącznie | Uwagi |
| ------- | -------------------- | ----------------- | ------ | ------ | ---- | ------- | ----- |
| 1.      | John John Florence   | Stany Zjednoczone | 6,67   | 6,10   | 4,50 | 12,77   | R3    |
| 2.      | Rio Waida            | Indonezja         | 5,90   | 5,63   | 2,83 | 11,53   | R3    |
| 3.      | Billy Stairmand      | Nowa Zelandia     | 5,87   | 5,47   | 3,57 | 11,34   | R3    |
| 4.      | Manuel Selman        | Chile             | 5,17   | 4,57   | 5,17 | 9,74    |       |
| 5.      | Carlos Muñoz Herrera | Kostaryka         | DNS    | DNS    | DNS  | DNS     | DNS   |

Bieg 2
| Pozycja | Zawodnik            | Reprezentacja | Fala 1 | Fala 2 | Fale | Łącznie | Uwagi |
| ------- | ------------------- | ------------- | ------ | ------ | ---- | ------- | ----- |
| 1.      | Leonardo Fioravanti | Włochy        | 6,50   | 6,03   | 3,10 | 12,53   | R3    |
| 2.      | Jérémy Florès       | Francja       | 6,00   | 5,37   | 3,33 | 11,37   | R3    |
| 3.      | Julian Wilson       | Australia     | 5,77   | 5,50   | 4,50 | 11,27   | R3    |
| 4.      | Leon Glatzer        | Niemcy        | 5,23   | 5,20   | 2,90 | 10,43   |       |
| 5.      | Leandro Usuna       | Argentyna     | 4,90   | 4,77   | 4,90 | 9,67    |       |

### Rundy pucharowe
|  |                     |                     |                |                |       |                |                |                   |                   |                   |           |           |           |  |  |       |       |       |
|  | 1/8 finału          | 1/8 finału          | 1/8 finału     |                |       | Ćwierćfinały   | Ćwierćfinały   | Ćwierćfinały      |                   |                   | Półfinały | Półfinały | Półfinały |  |  | Finał | Finał | Finał |
|  | 1/8 finału          | 1/8 finału          | 1/8 finału     |                |       | Ćwierćfinały   | Ćwierćfinały   | Ćwierćfinały      |                   |                   | Półfinały | Półfinały | Półfinały |  |  | Finał | Finał | Finał |
|  |                     |                     |                |                |       |                |                |                   |                   |                   |           |           |           |  |  |       |       |       |
|  |                     |                     |                |                |       |                |                |                   |                   |                   |           |           |           |  |  |       |       |       |
|  | Kanoa Igarashi      | Kanoa Igarashi      | 14,00          |                |       |                |                |                   |                   |                   |           |           |           |  |  |       |       |       |
|  | Kanoa Igarashi      | Kanoa Igarashi      | 14,00          |                |       |                |                |                   |                   |                   |           |           |           |  |  |       |       |       |
|  | Rio Waida           | Rio Waida           | 12,00          |                |       |                |                |                   |                   |                   |           |           |           |  |  |       |       |       |
|  | Rio Waida           | Rio Waida           | 12,00          |                |       | Kanoa Igarashi | Kanoa Igarashi | 12,60             |                   |                   |           |           |           |  |  |       |       |       |
|  |                     |                     |                |                |       | Kanoa Igarashi | Kanoa Igarashi | 12,60             |                   |                   |           |           |           |  |  |       |       |       |
|  |                     |                     | Kolohe Andino  | Kolohe Andino  | 11,00 |                |                |                   |                   |                   |           |           |           |  |  |       |       |       |
|  | Kolohe Andino       | Kolohe Andino       | Kolohe Andino  | Kolohe Andino  | 11,00 | 14,83          |                |                   |                   |                   |           |           |           |  |  |       |       |       |
|  | Kolohe Andino       | Kolohe Andino       |                |                |       |                |                |                   |                   |                   |           |           |           |  |  |       |       |       |
|  | John John Florence  | John John Florence  | 11,60          |                |       |                |                |                   |                   |                   |           |           |           |  |  |       |       |       |
|  | John John Florence  | John John Florence  | 11,60          |                |       | Kanoa Igarashi | Kanoa Igarashi | 17,00             |                   |                   |           |           |           |  |  |       |       |       |
|  |                     |                     |                |                |       |                |                |                   |                   |                   |           |           |           |  |  |       |       |       |
|  |                     |                     | Gabriel Medina | Gabriel Medina | 16,76 |                |                |                   |                   |                   |           |           |           |  |  |       |       |       |
|  | Michel Bourez       | Michel Bourez       | Gabriel Medina | Gabriel Medina | 16,76 | 12,43          |                |                   |                   |                   |           |           |           |  |  |       |       |       |
|  | Michel Bourez       | Michel Bourez       |                |                |       |                |                |                   |                   |                   |           |           |           |  |  |       |       |       |
|  | Ramzi Boukhiam      | Ramzi Boukhiam      | 9,40           |                |       |                |                |                   |                   |                   |           |           |           |  |  |       |       |       |
|  | Ramzi Boukhiam      | Ramzi Boukhiam      | 9,40           |                |       | Michel Bourez  | Michel Bourez  | 13,66             |                   |                   |           |           |           |  |  |       |       |       |
|  |                     |                     |                |                |       | Michel Bourez  | Michel Bourez  | 13,66             |                   |                   |           |           |           |  |  |       |       |       |
|  |                     |                     | Gabriel Medina | Gabriel Medina | 15,33 |                |                |                   |                   |                   |           |           |           |  |  |       |       |       |
|  | Gabriel Medina      | Gabriel Medina      | Gabriel Medina | Gabriel Medina | 15,33 | 14,33          |                |                   |                   |                   |           |           |           |  |  |       |       |       |
|  | Gabriel Medina      | Gabriel Medina      |                |                |       |                |                |                   |                   |                   |           |           |           |  |  |       |       |       |
|  | Julian Wilson       | Julian Wilson       | 13,00          |                |       |                |                |                   |                   |                   |           |           |           |  |  |       |       |       |
|  | Julian Wilson       | Julian Wilson       | 13,00          |                |       | Kanoa Igarashi | Kanoa Igarashi | 6,60              |                   |                   |           |           |           |  |  |       |       |       |
|  |                     |                     |                |                |       |                |                |                   |                   |                   |           |           |           |  |  |       |       |       |
|  |                     |                     | Ítalo Ferreira | Ítalo Ferreira | 15,14 |                |                |                   |                   |                   |           |           |           |  |  |       |       |       |
|  | Ítalo Ferreira      | Ítalo Ferreira      | Ítalo Ferreira | Ítalo Ferreira | 15,14 | 14,54          |                |                   |                   |                   |           |           |           |  |  |       |       |       |
|  | Ítalo Ferreira      | Ítalo Ferreira      |                |                |       |                |                |                   |                   |                   |           |           |           |  |  |       |       |       |
|  | Billy Stairmand     | Billy Stairmand     | 9,67           |                |       |                |                |                   |                   |                   |           |           |           |  |  |       |       |       |
|  | Billy Stairmand     | Billy Stairmand     | 9,67           |                |       | Ítalo Ferreira | Ítalo Ferreira | 16,30             |                   |                   |           |           |           |  |  |       |       |       |
|  |                     |                     |                |                |       | Ítalo Ferreira | Ítalo Ferreira | 16,30             |                   |                   |           |           |           |  |  |       |       |       |
|  |                     |                     | Hiroto Ohhara  | Hiroto Ohhara  | 11,90 |                |                |                   |                   |                   |           |           |           |  |  |       |       |       |
|  | Hiroto Ohhara       | Hiroto Ohhara       | Hiroto Ohhara  | Hiroto Ohhara  | 11,90 | 10,00          |                |                   |                   |                   |           |           |           |  |  |       |       |       |
|  | Hiroto Ohhara       | Hiroto Ohhara       |                |                |       |                |                |                   |                   |                   |           |           |           |  |  |       |       |       |
|  | Miguel Tudela       | Miguel Tudela       | 9,63           |                |       |                |                |                   |                   |                   |           |           |           |  |  |       |       |       |
|  | Miguel Tudela       | Miguel Tudela       | 9,63           |                |       | Ítalo Ferreira | Ítalo Ferreira | 13,17             |                   |                   |           |           |           |  |  |       |       |       |
|  |                     |                     |                |                |       |                |                |                   |                   |                   |           |           |           |  |  |       |       |       |
|  |                     |                     | Owen Wright    | Owen Wright    | 12,47 |                |                | Mecz o 3. miejsce | Mecz o 3. miejsce | Mecz o 3. miejsce |           |           |           |  |  |       |       |       |
|  | Lucca Mesinas       | Lucca Mesinas       | Owen Wright    | Owen Wright    | 12,47 | 10,77          |                | Mecz o 3. miejsce | Mecz o 3. miejsce | Mecz o 3. miejsce |           |           |           |  |  |       |       |       |
|  | Lucca Mesinas       | Lucca Mesinas       |                |                |       |                |                |                   |                   |                   |           |           |           |  |  |       |       |       |
|  | Leonardo Fioravanti | Leonardo Fioravanti | 8,86           |                |       |                |                |                   |                   |                   |           |           |           |  |  |       |       |       |
|  | Leonardo Fioravanti | Leonardo Fioravanti | 8,86           |                |       | Lucca Mesinas  | Lucca Mesinas  | 7,83              | Gabriel Medina    | Gabriel Medina    | 11,77     |           |           |  |  |       |       |       |
|  |                     |                     |                |                |       | Lucca Mesinas  | Lucca Mesinas  | 7,83              | Gabriel Medina    | Gabriel Medina    | 11,77     |           |           |  |  |       |       |       |
|  |                     |                     | Owen Wright    | Owen Wright    | 12,74 |                |                | Owen Wright       | Owen Wright       | 11,97             |           |           |           |  |  |       |       |       |
|  | Owen Wright         | Owen Wright         | Owen Wright    | Owen Wright    | 12,74 | 15,00          |                | Owen Wright       | Owen Wright       | 11,97             |           |           |           |  |  |       |       |       |
|  | Owen Wright         | Owen Wright         |                |                |       |                |                |                   |                   |                   |           |           |           |  |  |       |       |       |
|  | Jérémy Florès       | Jérémy Florès       | 12,90          |                |       |                |                |                   |                   |                   |           |           |           |  |  |       |       |       |
|  | Jérémy Florès       | Jérémy Florès       | 12,90          |                |       |                |                |                   |                   |                   |           |           |           |  |  |       |       |       |